# Nekrolog Oktober 2014
Nekrolog
◄◄
| ◄
| 2010
| 2011
| 2012
| 2013
| 2014 | 2015 | 2016 | 2017 | 2018 | ► | ►►
Januar |
Februar |
März |
April |
Mai |
Juni |
Juli |
August |
September |
Oktober |
November |
Dezember 2014
Weitere Ereignisse | Allgemeiner Nekrolog 2014
Die Beschreibung der verstorbenen Person sollte so kurz wie möglich gehalten sein und nur deren signifikante Tätigkeit(en) enthalten.
Neue Namen ggf. auch unter dem Geburts- und Sterbedatum, also etwa unter 1. Januar und im Geburts- und Sterbejahr (2024) eintragen (nur bei entsprechender großer Wichtigkeit). Für Beispiele siehe die schon vorhandenen Artikel.
Außerdem über die fünf zuletzt Verstorbenen, zu denen es einen ausreichend guten Artikel für eine Präsentation auf der Hauptseite gibt, nach der todesbedingten Überarbeitung der Artikel ggf. auch unter Wikipedia Diskussion:Hauptseite informieren und sie am besten auch in den anderen Wikipedia-Sprachversionen eintragen. Tipp: Regelmäßig bei news.google.de nach „ist tot“, „gestorben“ oder „verstorben“ suchen.
Wenn eine Person gestorben ist, gibt es viele Seiten zu dieser Person in der Wikipedia, die davon auch betroffen sind und entsprechend aktualisiert werden müssen. Beispiele: Namenübersichtsseite, Geburtsjahr, Geburtsort-Seiten und viele mehr.
Wie finde ich die betroffenen Seiten?
Im Suchfeld auf der linken Seite gibt man den Suchbegriff so ein: „Vorname Nachname“. Dann klickt man auf Volltext und alle Seiten mit entsprechendem Suchtext werden aufgerufen. Hier sieht man dann schnell, wo auch das Todesjahr Sinn macht oder sogar ein Teil des Artikels angepasst werden muss. Auch hilft das „Werkzeug“ auf der linken Seite sehr gut, um solche Seiten aufzufinden: „Links auf diese Seite“. Somit ist die Wikipedia wieder aktuell in allen Bereichen! Hinweis: bei Eintragung der Kategorie „Gestorben JAHR“ wird der Missbrauchsfilter 49 ausgelöst, was jedoch nicht schlimm ist. Siehe: Spezial:Missbrauchsfilter/49
Dies ist eine Liste von im Oktober 2014 verstorbenen bekannten Persönlichkeiten. Die Einträge erfolgen innerhalb der einzelnen Daten alphabetisch sortiert. Tiere sind im Nekrolog für Tiere zu finden.

## Oktober
| Tag         | Name                                            | Beruf, bekannt als                                                                                     | Alter | Beleg |
| ----------- | ----------------------------------------------- | --- | ----- | ----- |
| 31. Oktober | David M. Abshire                                | US-amerikanischer Diplomat                                                                             | 88    |       |
| 31. Oktober | Larry Agenbroad                                 | US-amerikanischer Paläontologe                                                                         | 81    |       |
| 31. Oktober | Michael Alsbury                                 | US-amerikanischer Pilot                                                                                | 39    |       |
| 31. Oktober | Ciguli                                          | bulgarischer Tschalga-Sänger und Akkordeonist                                                          |       |       |
| 31. Oktober | José Manuel Briceño Guerrero                    | venezolanischer Schriftsteller, Philosoph und Philologe                                                | 85    |       |
| 31. Oktober | Ian Fraser                                      | britischer Komponist, Arrangeur und Dirigent                                                           | 81    |       |
| 31. Oktober | Brad Halsey                                     | US-amerikanischer Baseballspieler                                                                      | 33    |       |
| 31. Oktober | Henry Harris                                    | britischer Mediziner                                                                                   | 89    |       |
| 31. Oktober | Motoshima Hitoshi                               | japanischer Politiker                                                                                  | 92    |       |
| 31. Oktober | Käbi Laretei                                    | estnische Pianistin                                                                                    | 92    |       |
| 31. Oktober | Malcom McDougall                                | US-amerikanischer Werbefachmann und Redenschreiber                                                     | 86    |       |
| 31. Oktober | Sofron Stefan Mudry                             | ukrainischer Bischof                                                                                   | 90    |       |
| 31. Oktober | Pat Partridge                                   | britischer Fußballschiedsrichter                                                                       | 81    |       |
| 31. Oktober | Werner Schattmann                               | deutscher Jurist und Diplomat                                                                          | 90    | [ 1 ] |
| 31. Oktober | Renato Sellani                                  | italienischer Jazzmusiker                                                                              | 88    |       |
| 31. Oktober | John V. Shields                                 | US-amerikanischer Manager                                                                              | 82    |       |
| 30. Oktober | Renée Asherson                                  | britische Schauspielerin                                                                               | 99    |       |
| 30. Oktober | Geoffrey Clark                                  | britischer Bildhauer                                                                                   | 89    |       |
| 30. Oktober | Juan Flavier                                    | philippinischer Politiker                                                                              | 79    |       |
| 30. Oktober | Jo Ann Harris                                   | US-amerikanische Juristin                                                                              | 81    |       |
| 30. Oktober | Reinhold Huckriede                              | deutscher Geologe und Paläontologe                                                                     | 88    | [ 2 ] |
| 30. Oktober | Arturo Jirón Vargas                             | chilenischer Mediziner und Politiker                                                                   | 85    |       |
| 30. Oktober | Gerald Kamber                                   | US-amerikanischer Romanist                                                                             | 89    |       |
| 30. Oktober | Norbert Kohler                                  | deutscher Journalist                                                                                   | 88    |       |
| 30. Oktober | Wilhelm Kücker                                  | deutscher Architekt und Autor                                                                          | 81    |       |
| 30. Oktober | Räto Melcher                                    | Schweizer Skisportfunktionär                                                                           | 81    |       |
| 30. Oktober | Thomas Menino                                   | US-amerikanischer Politiker                                                                            | 71    |       |
| 30. Oktober | Jan Andrew Nilsen                               | norwegischer Volkshochschullehrer, Journalist und Schriftsteller                                       | 78    |       |
| 30. Oktober | Schomart Nurghaliew                             | kasachischer Politiker                                                                                 | ≈56   |       |
| 30. Oktober | Günther Panzram                                 | deutscher Internist und Diabetologe                                                                    | 90    | [ 3 ] |
| 30. Oktober | Xavier de Villepin                              | französischer Politiker                                                                                | 88    |       |
| 30. Oktober | Donald Cameron Watt                             | britischer Historiker                                                                                  | 86    |       |
| 30. Oktober | Roger Wellinger                                 | Schweizer Elektroingenieur, Hochschullehrer und Manager                                                | 95    |       |
| 30. Oktober | Albert Wouters                                  | belgischer Fußballspieler                                                                              | 50    |       |
| 29. Oktober | Wolfgang Ainberger                              | österreichischer Filmförderer und Fernsehschaffender                                                   | 70    |       |
| 29. Oktober | Alfred Biehle                                   | deutscher Politiker                                                                                    | 87    |       |
| 29. Oktober | Ljudmila Christoljubowa                         | sowjetische bzw. russische Kulturhistorikerin und Ethnographin                                         | 75    |       |
| 29. Oktober | Frank Domínguez                                 | kubanischer Pianist und Komponist                                                                      | 87    |       |
| 29. Oktober | Kamil Hála                                      | tschechoslowakischer bzw. tschechischer Jazzmusiker und Bigband-Leader                                 | 83    |       |
| 29. Oktober | Rainer Hasler                                   | liechtensteinischer Fußballspieler                                                                     | 56    |       |
| 29. Oktober | Roderick M. Hills                               | US-amerikanischer Jurist und Politiker                                                                 | 83    |       |
| 29. Oktober | Wolfgang Holzner                                | österreichischer Ökologe, Botaniker und Japanologe                                                     | 72    |       |
| 29. Oktober | Klas Ingesson                                   | schwedischer Fußballspieler und -trainer                                                               | 46    |       |
| 29. Oktober | Ray Santisi                                     | US-amerikanischer Jazzpianist, Komponist, Arrangeur und Musikpädagoge                                  | 81    |       |
| 28. Oktober | Gerhard Braune                                  | deutscher Wirtschaftswissenschaftler und Hochschullehrer                                               | 84    |       |
| 28. Oktober | Garry Brown                                     | britischer Jazzposaunist und Musikagent                                                                | 86    |       |
| 28. Oktober | Romualdas Granauskas                            | litauischer Autor                                                                                      | 75    |       |
| 28. Oktober | Mansour Hobeika                                 | libanesischer Bischof                                                                                  | 72    |       |
| 28. Oktober | Mohammed Aman Hobohm                            | deutscher Diplomat und Verbandsfunktionär                                                              | 88    |       |
| 28. Oktober | Galway Kinnell                                  | US-amerikanischer Dichter                                                                              | 87    |       |
| 28. Oktober | Nedo Logli                                      | italienischer Radrennfahrer                                                                            | 91    |       |
| 28. Oktober | J. Ross Mackay                                  | kanadischer Geologe                                                                                    | 98    |       |
| 28. Oktober | Eberhard Prüter                                 | deutscher Schauspieler und Synchronsprecher                                                            | 69    |       |
| 28. Oktober | Michael Sata                                    | sambischer Politiker                                                                                   | ≈77   |       |
| 28. Oktober | Hans Schneider                                  | britisch-US-amerikanischer Mathematiker                                                                | 87    |       |
| 28. Oktober | Uwe Schulten-Baumer senior                      | deutscher Reiter und Dressurtrainer                                                                    | 88    |       |
| 28. Oktober | Ljudmila Schwezowa                              | russische Politikerin                                                                                  | 65    |       |
| 28. Oktober | David Trindell                                  | britischer Chorleiter                                                                                  | 50    |       |
| 28. Oktober | Gion Clau Vincenz                               | Schweizer Politiker                                                                                    | 93    |       |
| 28. Oktober | Erika Weinzierl                                 | österreichische Historikerin                                                                           | 89    |       |
| 27. Oktober | Daniel Boulanger                                | französischer Schauspieler und Schriftsteller                                                          | 92    |       |
| 27. Oktober | Begoña Caamaño                                  | spanische Journalistin und Schriftstellerin                                                            | 50    |       |
| 27. Oktober | Fredo Dannenbring                               | deutscher Diplomat                                                                                     | 87    |       |
| 27. Oktober | Jörg Poettgen                                   | deutscher Campanologe                                                                                  | 75    |       |
| 27. Oktober | Harry Reicher                                   | australisch-US-amerikanischer Rechtswissenschaftler und Repräsentant des Judentums                     | 66    |       |
| 27. Oktober | Leif Skiöld                                     | schwedischer Fußball- und Eishockeyspieler                                                             | 79    |       |
| 26. Oktober | Genpei Akasegawa                                | japanischer Künstler und Schriftsteller                                                                | 77    |       |
| 26. Oktober | Vic Allen                                       | britischer Soziologe, Historiker und Wirtschaftswissenschaftler                                        | 91    |       |
| 26. Oktober | David Armstrong                                 | US-amerikanischer Fotograf                                                                             | 60    |       |
| 26. Oktober | Tito Barbón                                     | argentinisch-uruguayischer Tänzer                                                                      | 83    |       |
| 26. Oktober | Françoise Bertin                                | französische Schauspielerin                                                                            | 89    |       |
| 26. Oktober | Wolfgang Bleichroth                             | deutscher Fachdidaktiker                                                                               | 91    |       |
| 26. Oktober | Stephen Burgard                                 | US-amerikanischer Journalist und Hochschulrektor                                                       | 66    |       |
| 26. Oktober | Jay Corre                                       | US-amerikanischer Jazz-Holzbläser                                                                      | 89    |       |
| 26. Oktober | Ludwig Ehrler                                   | deutscher Künstler und Hochschullehrer                                                                 | 75    |       |
| 26. Oktober | Reinhard Friedrich                              | deutscher Fotograf                                                                                     | 85    |       |
| 26. Oktober | Thurston Hopkins                                | britischer Fotojournalist                                                                              | 101   |       |
| 26. Oktober | Uwe Küster                                      | deutscher Politiker                                                                                    | 69    |       |
| 26. Oktober | Ferdinand Mengis                                | Schweizer Verleger und Herausgeber                                                                     | 87    |       |
| 26. Oktober | Senzo Meyiwa                                    | südafrikanischer Fußballspieler                                                                        | 27    |       |
| 26. Oktober | Oscar Orefici                                   | italienischer Sportjournalist                                                                          | 68    |       |
| 26. Oktober | Manuel Revollo Crespo                           | bolivianischer Bischof                                                                                 | 89    |       |
| 26. Oktober | Herbert Schmidtmeier                            | österreichischer Politiker                                                                             | 77    |       |
| 26. Oktober | Sara-Ruth Schumann                              | deutsche Vorsitzende der Jüdischen Gemeinde zu Oldenburg                                               | 76    |       |
| 26. Oktober | Gordy Soltau                                    | US-amerikanischer American-Football-Spieler                                                            | 89    |       |
| 26. Oktober | Oscar Taveras                                   | kanadisch-dominikanischer Baseballspieler                                                              | 22    |       |
| 26. Oktober | Antonio Terenghi                                | italienischer Comiczeichner                                                                            | 92    |       |
| 26. Oktober | Tay Wilson                                      | neuseeländischer Sportfunktionär                                                                       | 89    |       |
| 26. Oktober | Hans Wondratschek                               | deutscher Physiker, Kristallograph und Mineraloge                                                      | 89    |       |
| 25. Oktober | Radmilo Bogdanović                              | jugoslawischer Politiker                                                                               | 80    |       |
| 25. Oktober | Jack Bruce                                      | britischer Rockmusiker                                                                                 | 71    |       |
| 25. Oktober | Gerhard Dann                                    | deutscher Politiker                                                                                    | 78    |       |
| 25. Oktober | Klaus Darbo                                     | österreichischer Unternehmer                                                                           | 69    |       |
| 25. Oktober | Peter Baptist Tadamarō Ishigami                 | japanischer Bischof                                                                                    | 93    |       |
| 25. Oktober | Reyhaneh Jabbari                                | iranisches Justizopfer                                                                                 | 26    |       |
| 25. Oktober | Hannelore Lübeck                                | deutsche Schauspielerin                                                                                | 87    |       |
| 25. Oktober | Carlos Morales Troncoso                         | dominikanischer Politiker                                                                              | 74    |       |
| 25. Oktober | Helmut Müllges                                  | deutscher Fußballspieler                                                                               | 74    |       |
| 25. Oktober | Phindile Mwelase                                | südafrikanische Boxerin                                                                                | 31    |       |
| 25. Oktober | Rudolf Scharpf                                  | deutscher Maler und Grafiker                                                                           | 95    |       |
| 25. Oktober | Wolfgang Schollmeyer                            | deutscher Jurist, Verwaltungsbeamter und Politiker                                                     | 80    |       |
| 25. Oktober | Manfred Günter Scholz                           | deutscher germanistischer Mediävist und Hochschullehrer                                                | 76    |       |
| 25. Oktober | Marcia Strassman                                | US-amerikanische Schauspielerin                                                                        | 66    |       |
| 24. Oktober | Alagappa Alagappan                              | indisch-US-amerikanischer Hinduist und Tempelgründer                                                   | 88    |       |
| 24. Oktober | Lorenzo Albacete                                | US-amerikanischer Priester und Theologe                                                                | 73    |       |
| 24. Oktober | Vic Ash                                         | britischer Jazzmusiker                                                                                 | 84    |       |
| 24. Oktober | Alfred Fister                                   | österreichischer Politiker                                                                             | 85    |       |
| 24. Oktober | Sepp Gneißl                                     | deutscher Schauspieler                                                                                 | 79    |       |
| 24. Oktober | James F. Hastings                               | US-amerikanischer Politiker                                                                            | 88    |       |
| 24. Oktober | Hans Lieb                                       | Schweizer Historiker, Epigraphiker und Archivar                                                        | 84    |       |
| 24. Oktober | Wilfried Lorenz                                 | deutscher Mediziner                                                                                    | 75    |       |
| 24. Oktober | Geoff Marsh                                     | britischer Konteradmiral und Waffenkonstrukteur                                                        | 85    |       |
| 24. Oktober | Mbulaeni Mulaudzi                               | südafrikanischer Leichtathlet                                                                          | 34    |       |
| 24. Oktober | Ela O’Farrill                                   | kubanische Komponistin und Gitarristin                                                                 | 84    |       |
| 24. Oktober | S. S. Rajendran                                 | indischer Schauspieler                                                                                 | 86    |       |
| 24. Oktober | Michael Rieth                                   | deutscher Musikkritiker und Autor                                                                      | 70    |       |
| 24. Oktober | Creighton Leland Robertson                      | US-amerikanischer Bischof                                                                              | 70    |       |
| 24. Oktober | Christel Schuran-Simmert                        | deutsche Politikerin                                                                                   | 64    | [ 4 ] |
| 24. Oktober | Richard Soames                                  | britischer Filmfinanzier                                                                               | 78    |       |
| 24. Oktober | Christian Tscherning                            | dänischer Geodät                                                                                       | 72    |       |
| 24. Oktober | Johanna Weber                                   | deutsch-britische Mathematikerin                                                                       | 104   |       |
| 23. Oktober | Ghulam Azam                                     | bangladeschischer Politiker                                                                            | 91    |       |
| 23. Oktober | Jeanne Black                                    | US-amerikanische Country-Sängerin                                                                      | 76    |       |
| 23. Oktober | Spanky Davis                                    | US-amerikanischer Jazztrompeter und Bandleader                                                         | 71    |       |
| 23. Oktober | Andreas Ernst                                   | deutscher Journalist und Moderator                                                                     | 59    |       |
| 23. Oktober | Ronald Grierson                                 | deutsch-britischer Bank- und Industriemanager                                                          | 93    |       |
| 23. Oktober | Terry Keenan                                    | US-amerikanische Journalistin                                                                          | 53    |       |
| 23. Oktober | Harald Korte                                    | deutscher Unternehmer und Verbandsfunktionär                                                           | 80    |       |
| 23. Oktober | Frank Mankiewicz                                | US-amerikanischer Journalist und Politikberater                                                        | 90    |       |
| 23. Oktober | Bernard Mayes                                   | britischer Journalist, Hochschullehrer und Aktivist                                                    | 85    |       |
| 23. Oktober | Frances McLaughlin-Gill                         | US-amerikanische Fotografin                                                                            | 95    |       |
| 23. Oktober | Wolfgang Mitter                                 | deutscher Pädagoge                                                                                     | 87    |       |
| 23. Oktober | Ramiro Pinilla                                  | spanischer Schriftsteller                                                                              | 91    |       |
| 23. Oktober | André Piters                                    | belgischer Fußballspieler                                                                              | 83    |       |
| 23. Oktober | David Redfern                                   | britischer Fotograf                                                                                    | 78    |       |
| 23. Oktober | Tullio Regge                                    | italienischer Physiker                                                                                 | 83    |       |
| 23. Oktober | Jürgen Schriefer                                | deutscher Musik- und Gesangspädagoge und Komponist                                                     | 85    |       |
| 23. Oktober | Wiktor Fjodorowitsch Semenjuk                   | russischer Dokumentarfilmregisseur                                                                     | 73    |       |
| 23. Oktober | Alvin Stardust                                  | britischer Musiker und Schauspieler                                                                    | 72    |       |
| 23. Oktober | Raleigh Trevelyan                               | britischer Autor und Historiker                                                                        | 91    |       |
| 23. Oktober | Alan Tyrrell                                    | britischer Jurist und Politiker                                                                        | 81    |       |
| 22. Oktober | Walter Böckmann                                 | deutscher Soziologe und Sachbuchautor                                                                  | 91    |       |
| 22. Oktober | Marija Crnobori                                 | jugoslawische Schauspielerin                                                                           | 96    |       |
| 22. Oktober | Berthold Fellmann                               | deutscher Klassischer Archäologe                                                                       | 76    |       |
| 22. Oktober | Peter Fischer                                   | deutscher Komponist                                                                                    | 85    |       |
| 22. Oktober | John-Roger Hinkins                              | US-amerikanischer Autor und Sektengründer                                                              | 80    |       |
| 22. Oktober | Manfred Holz                                    | deutscher Physiker                                                                                     | 76    | [ 5 ] |
| 22. Oktober | Ashok Kumar                                     | indischer Kameramann                                                                                   | 72    |       |
| 22. Oktober | Michel Lafon                                    | französischer Autor, Hispanist, Argentinist und Literaturwissenschaftler                               | 60    |       |
| 22. Oktober | Fred Lembeck                                    | österreichischer Mediziner und Pharmakologe                                                            | 92    |       |
| 22. Oktober | Adolf Pinegger                                  | österreichischer Politiker                                                                             | 86    |       |
| 22. Oktober | Sonia Rolt                                      | britische Historikerin und Konservatorin                                                               | 95    |       |
| 22. Oktober | Rinnat Safin                                    | sowjetischer Biathlet                                                                                  | 74    |       |
| 22. Oktober | Luitfried Salvini-Plawen                        | österreichischer Zoologe                                                                               | 75    |       |
| 22. Oktober | Hans-Beat Uttinger                              | Schweizer Politiker                                                                                    | 68    |       |
| 22. Oktober | Alberto Varvaro                                 | italienischer Romanist, Italianist, Hispanist und Mediävist                                            | 80    |       |
| 22. Oktober | Heinrich Vogel                                  | deutscher Wirtschaftswissenschaftler                                                                   | 77    | [ 6 ] |
| 22. Oktober | Michael Zehaf-Bibeau                            | kanadischer Terrorist                                                                                  | 32    |       |
| 21. Oktober | Ben Bradlee                                     | US-amerikanischer Journalist                                                                           | 93    |       |
| 21. Oktober | Lilli Carati                                    | italienische Schauspielerin                                                                            | 58    |       |
| 21. Oktober | Johnny Lee Clary                                | US-amerikanischer Prediger und Wrestler                                                                | 55    |       |
| 21. Oktober | Laurențiu Dumănoiu                              | rumänischer Volleyballspieler und Sportfunktionär                                                      | 63    |       |
| 21. Oktober | Seth Gaaikema                                   | niederländischer Kabarettist                                                                           | 75    |       |
| 21. Oktober | Maik Hirschfeld                                 | deutscher Oldtimersammler                                                                              | 65    |       |
| 21. Oktober | Nelson Bunker Hunt                              | US-amerikanischer Unternehmer und Spekulant                                                            | 88    |       |
| 21. Oktober | Günter Kiefer-Lerch                             | deutscher Maler und Grafiker                                                                           | 76    |       |
| 21. Oktober | Ernst Michael Lang                              | Schweizer Veterinärmediziner und Hochschullehrer                                                       | 101   |       |
| 21. Oktober | Mohammed Reza Mahdavi-Kani                      | iranischer Politiker                                                                                   | 83    |       |
| 21. Oktober | Joan Quigley                                    | US-amerikanische Astrologin                                                                            | 87    |       |
| 21. Oktober | Rudolf Schmid                                   | österreichischer Rennrodler                                                                            | 63    |       |
| 21. Oktober | Gough Whitlam                                   | australischer Politiker                                                                                | 98    |       |
| 21. Oktober | Chen Ziming                                     | chinesischer Dissident                                                                                 | 62    |       |
| 20. Oktober | José Luis Abós                                  | spanischer Basketballtrainer                                                                           | 53    |       |
| 20. Oktober | Ox Baker                                        | US-amerikanischer Wrestler                                                                             | 80    |       |
| 20. Oktober | Raymond Beadle                                  | US-amerikanischer Automobilrennfahrer und Teambesitzer                                                 | 70    |       |
| 20. Oktober | Gerd Bonk                                       | deutscher Gewichtheber                                                                                 | 63    |       |
| 20. Oktober | Gaston Brahier                                  | Schweizer Politiker                                                                                    | 87    |       |
| 20. Oktober | René Burri                                      | Schweizer Fotograf                                                                                     | 81    |       |
| 20. Oktober | L. M. Kit Carson                                | US-amerikanischer Filmschaffender                                                                      | 73    |       |
| 20. Oktober | Peter Daland                                    | US-amerikanischer Schwimmtrainer                                                                       | 93    |       |
| 20. Oktober | Rodney Fitch                                    | britischer Designer                                                                                    | 76    |       |
| 20. Oktober | John Hoskyns                                    | britischer Politikberater                                                                              | 87    |       |
| 20. Oktober | Ursula Lingen                                   | deutsch-österreichische Schauspielerin                                                                 | 86    |       |
| 20. Oktober | Christophe de Margerie                          | französischer Manager                                                                                  | 63    |       |
| 20. Oktober | Heinrich von Mosch                              | deutscher Regierungsbeamter                                                                            | 83    |       |
| 20. Oktober | Mircea Neșu                                     | rumänischer Fußballspieler und -schiedsrichter                                                         | 74    |       |
| 20. Oktober | Óscar de la Renta                               | US-amerikanisch-dominikanischer Modedesigner                                                           | 82    |       |
| 20. Oktober | Heinrich Schnyder                               | Schweizer Politiker                                                                                    | 86    |       |
| 20. Oktober | Friedrich-Wilhelm von Sell                      | deutscher Rundfunkintendant                                                                            | 88    |       |
| 20. Oktober | John Solomon                                    | britischer Krocketspieler                                                                              | 82    |       |
| 20. Oktober | Péter Szentmihályi Szabó                        | ungarischer Schriftsteller und Übersetzer                                                              | 69    |       |
| 19. Oktober | Peter Biaksangzuala                             | indischer Fußballspieler                                                                               | 23    |       |
| 19. Oktober | Horst Arndt                                     | deutscher Ruderer                                                                                      | 80    |       |
| 19. Oktober | Bernard Bartelink                               | niederländischer Organist, Komponist und Hochschullehrer                                               | 84    |       |
| 19. Oktober | Lynda Bellingham                                | britische Schauspielerin                                                                               | 66    |       |
| 19. Oktober | Edmund Brudenell                                | britischer Großgrundbesitzer                                                                           | 85    |       |
| 19. Oktober | Roland Cattin                                   | französischer Unternehmer                                                                              | 65    |       |
| 19. Oktober | John Holt                                       | jamaikanischer Reggae-Musiker                                                                          | 69    |       |
| 19. Oktober | Rudolf Ernst Keller                             | Schweizer Germanist                                                                                    | 94    | [ 7 ] |
| 19. Oktober | James Levesque                                  | US-amerikanischer Bassist                                                                              | ?     |       |
| 19. Oktober | Mariano Lebrón Saviñón                          | dominikanischer Arzt und Schriftsteller                                                                | 92    |       |
| 19. Oktober | Étienne Mourrut                                 | französischer Politiker                                                                                | 74    |       |
| 19. Oktober | William B. O’Brien                              | US-amerikanischer Priester und Suchttherapeut                                                          | 90    |       |
| 19. Oktober | Stephen Paulus                                  | US-amerikanischer Komponist                                                                            | 65    |       |
| 19. Oktober | Raphael Ravenscroft                             | britischer Saxophonist                                                                                 | 60    |       |
| 19. Oktober | Volker Remy                                     | deutscher Autor, Texter und Kommunikationsberater                                                      | 54    |       |
| 19. Oktober | Milena Rezková                                  | tschechoslowakische Leichtathletin                                                                     | 64    |       |
| 19. Oktober | Jim Sharkey                                     | schottischer Fußballspieler                                                                            | 80    |       |
| 19. Oktober | Ken Short                                       | australischer Bischof                                                                                  | 87    |       |
| 19. Oktober | Kalman Sultanik                                 | polnisch-US-amerikanischer Zionist und Holocaustüberlebender                                           | 97    |       |
| 19. Oktober | Helmut van Thiel                                | deutscher Klassischer Philologe                                                                        | 82    |       |
| 19. Oktober | Rainer Tölle                                    | deutscher Psychiater, Neurologe und Psychotherapeut                                                    | 82    |       |
| 19. Oktober | Alfred Wertheimer                               | US-amerikanischer Fotograf                                                                             | 84    |       |
| 18. Oktober | Paul Craft                                      | US-amerikanischer Sänger und Songwriter                                                                | 76    |       |
| 18. Oktober | Eduardo D’Angelo                                | uruguayischer Schauspieler                                                                             | 75    |       |
| 18. Oktober | Efua Dorkenoo                                   | ghanaische Frauenrechtlerin und Aktivistin                                                             | 65    |       |
| 18. Oktober | Justus Herrenberger                             | deutscher Architekt und Hochschullehrer                                                                | 94    |       |
| 18. Oktober | Arnold Mitchell                                 | englischer Fußballspieler                                                                              | 84    |       |
| 18. Oktober | Rick S. Piltz                                   | US-amerikanischer Regierungsbeamter und Lobbyist                                                       | 71    |       |
| 18. Oktober | Gerhard Pretting                                | österreichischer Radiojournalist und Medientheoretiker                                                 | 45    |       |
| 18. Oktober | Peter Radszuhn                                  | deutscher Musikjournalist                                                                              | 60    |       |
| 18. Oktober | Edward Regan                                    | US-amerikanischer Politiker                                                                            | 84    |       |
| 18. Oktober | Sidney Shapiro                                  | US-amerikanisch-chinesischer Übersetzer                                                                | 98    |       |
| 18. Oktober | Melford E. Spiro                                | US-amerikanischer Kulturanthropologe                                                                   | 93    |       |
| 18. Oktober | Paul Henry Walsh                                | US-amerikanischer Bischof                                                                              | 77    |       |
| 17. Oktober | John Andrew                                     | britisch-US-amerikanischer Geistlicher                                                                 | 83    |       |
| 17. Oktober | Gero Bisanz                                     | deutscher Fußballspieler und -trainer                                                                  | 78    |       |
| 17. Oktober | Hajo F. Breuer                                  | deutscher Publizist                                                                                    | 59    |       |
| 17. Oktober | Masaru Emoto                                    | japanischer Parawissenschaftler                                                                        | 71    |       |
| 17. Oktober | Dominique Forlini                               | französischer Radrennfahrer                                                                            | 90    |       |
| 17. Oktober | Bendicht Friedli                                | Schweizer Maler und Zeichner                                                                           | 84    |       |
| 17. Oktober | Sheila Gunn                                     | britische Journalistin und PR-Beraterin                                                                | 66    |       |
| 17. Oktober | Hermione Hobhouse                               | britische Architekturhistorikerin und Autorin                                                          | 80    |       |
| 17. Oktober | Leigh Kamman                                    | US-amerikanischer Rundfunkmoderator                                                                    | 92    |       |
| 17. Oktober | Daisuke Oku                                     | japanischer Fußballspieler                                                                             | 38    |       |
| 17. Oktober | Lawrence J. Quirk                               | US-amerikanischer Schriftsteller, Journalist und Filmhistoriker                                        | 91    |       |
| 17. Oktober | Herb Shapiro                                    | US-amerikanischer Dramaturg                                                                            | 85    |       |
| 17. Oktober | M. Thomas Shaw                                  | US-amerikanischer Bischof                                                                              | 69    |       |
| 17. Oktober | Berndt von Staden                               | deutscher Diplomat                                                                                     | 95    |       |
| 17. Oktober | Robert Tournier                                 | französischer Aktivist                                                                                 | 87    |       |
| 16. Oktober | Helge von Bömches                               | rumänisch-deutscher Opernsänger                                                                        | 81    |       |
| 16. Oktober | Ioannis Charalambopoulos                        | griechischer Politiker                                                                                 | 95    |       |
| 16. Oktober | Patrick Paul D’Souza                            | indischer Bischof                                                                                      | 86    |       |
| 16. Oktober | Ertuğrul Oğuz Fırat                             | türkischer Komponist, Maler und Dichter                                                                | 91    |       |
| 16. Oktober | Jay Flippin                                     | US-amerikanischer Hochschullehrer und Pianist                                                          | 68    |       |
| 16. Oktober | Allen Forte                                     | US-amerikanischer Musikwissenschaftler und -theoretiker                                                | 87    |       |
| 16. Oktober | Sumi Haru                                       | US-amerikanische Schauspielerin                                                                        | 75    |       |
| 16. Oktober | Tim Hauser                                      | US-amerikanischer Jazzsänger                                                                           | 72    | [ 8 ] |
| 16. Oktober | Franzjosef Maier                                | deutscher Violinist, Dirigent und Hochschullehrer                                                      | 89    |       |
| 16. Oktober | Donald A. Pels                                  | US-amerikanischer Unternehmer und Philanthrop                                                          | 86    |       |
| 16. Oktober | Sencer Şahin                                    | türkischer Altphilologe und Epigraphiker                                                               | 75    |       |
| 16. Oktober | Nidhal Selmi                                    | tunesischer Fußballspieler                                                                             | 21    |       |
| 16. Oktober | John Spencer-Churchill, 11. Duke of Marlborough | britischer Adeliger und Politiker                                                                      | 88    |       |
| 15. Oktober | João Corso                                      | brasilianischer Bischof                                                                                | 86    |       |
| 15. Oktober | Marie Dubois                                    | französische Schauspielerin                                                                            | 77    |       |
| 15. Oktober | William German                                  | US-amerikanischer Herausgeber                                                                          | 95    |       |
| 15. Oktober | Herbert Gustavus                                | deutscher Politiker                                                                                    | 87    |       |
| 15. Oktober | Doris Hering                                    | US-amerikanische Tänzerin und Tanzkritikerin                                                           | 94    |       |
| 15. Oktober | James M. LaRossa                                | US-amerikanischer Jurist                                                                               | 82    |       |
| 15. Oktober | José Refugio Mercado Díaz                       | mexikanischer Bischof                                                                                  | 72    |       |
| 15. Oktober | Włodzimierz Lech Puchnowski                     | polnischer Akkordeonist und Hochschullehrer                                                            | 82    |       |
| 15. Oktober | Giovanni Reale                                  | italienischer Philosoph                                                                                | 83    |       |
| 15. Oktober | Giorgio Rebuffi                                 | italienischer Comiczeichner                                                                            | 85    |       |
| 15. Oktober | William J. Ronan                                | US-amerikanischer Politikwissenschaftler und Verwaltungsbeamter                                        | 101   |       |
| 15. Oktober | Christopher Staughton                           | britischer Jurist                                                                                      | 81    |       |
| 15. Oktober | Robert Tiernan                                  | US-amerikanischer Politiker                                                                            | 85    |       |
| 15. Oktober | Rainer Witt                                     | deutscher Autor und Journalist                                                                         | 70    |       |
| 14. Oktober | Marcello Argilli                                | italienischer Jurist, Journalist, Schriftsteller, Kinderbuch- und Comicautor                           | 88    |       |
| 14. Oktober | A. H. Halsey                                    | britischer Soziologe                                                                                   | 91    |       |
| 14. Oktober | Alfred Hirt                                     | deutscher Fußballfunktionär                                                                            | 56    |       |
| 14. Oktober | Leonard Liggio                                  | US-amerikanischer Autor und Universitätsprofessor                                                      | 81    |       |
| 14. Oktober | Oriel Malet                                     | britische Schriftstellerin                                                                             | 91    |       |
| 14. Oktober | Heidrun Mohr-Mayer                              | deutsche Managerin und Ehrenamtlerin                                                                   | 73    |       |
| 14. Oktober | Helmut Nordhaus                                 | deutscher Fußballspieler                                                                               | 92    |       |
| 14. Oktober | Elizabeth Peña                                  | US-amerikanische Schauspielerin                                                                        | 55    |       |
| 14. Oktober | Henk Uterwijk                                   | niederländischer Schauspieler und Regisseur                                                            | 76    |       |
| 13. Oktober | John Bradfield                                  | britischer Biologe und Unternehmer                                                                     | 89    |       |
| 13. Oktober | Antonio Cafiero                                 | argentinischer Politiker                                                                               | 92    |       |
| 13. Oktober | Susan Collins                                   | US-amerikanische Kunstkuratorin                                                                        | 75    |       |
| 13. Oktober | Gion Darms                                      | Schweizer Theologe                                                                                     | 84    |       |
| 13. Oktober | Doğan Güreş                                     | türkischer General                                                                                     | 88    |       |
| 13. Oktober | Jess Ingerslev                                  | dänischer Schauspieler                                                                                 | 67    |       |
| 13. Oktober | Wlail Kasnatschejew                             | sowjetischer Mediziner                                                                                 | 90    |       |
| 13. Oktober | Tarmo Leinatamm                                 | estnischer Dirigent, Politiker und Comedian                                                            | 57    |       |
| 13. Oktober | Lojze Logar                                     | slowenischer Maler und Grafiker                                                                        | 70    |       |
| 13. Oktober | Stefan Lübbe                                    | deutscher Verleger                                                                                     | 57    |       |
| 13. Oktober | Klaus Murmann                                   | deutscher Unternehmer                                                                                  | 82    |       |
| 13. Oktober | Elizabeth Norment                               | US-amerikanische Schauspielerin                                                                        | 61    |       |
| 13. Oktober | José Hernán Sánchez Porras                      | venezolanischer Bischof                                                                                | 70    |       |
| 13. Oktober | Norward Roussell                                | US-amerikanischer Schulleiter und Pädagoge                                                             | 80    |       |
| 13. Oktober | Michael Schneeberger                            | deutscher Heimatforscher                                                                               | 65    |       |
| 13. Oktober | Pontus Segerström                               | schwedischer Fußballspieler                                                                            | 33    |       |
| 13. Oktober | Deborah Warren                                  | argentinische Schauspielerin                                                                           | 55    |       |
| 13. Oktober | David Wessel                                    | US-amerikanischer Musikwissenschaftler und Musiker                                                     | 72    |       |
| 12. Oktober | Horst Ebert                                     | deutscher Musiker                                                                                      | 71    |       |
| 12. Oktober | Polychronis Enepekides                          | österreichischer Byzantinist und Neogräzist                                                            | 97    |       |
| 12. Oktober | Tony Hibbert                                    | britischer Heeresoffizier und Weltkriegsveteran                                                        | 96    |       |
| 12. Oktober | Eleanor „Ely“ Kish                              | US-amerikanisch-kanadische Künstlerin                                                                  | 90    |       |
| 12. Oktober | Georg Langemeyer                                | deutscher Geistlicher und Theologe                                                                     | 85    |       |
| 12. Oktober | Ali Mazrui                                      | kenianischer Politikwissenschaftler                                                                    | 81    |       |
| 12. Oktober | Graham Miles                                    | englischer Snookerspieler                                                                              | 73    |       |
| 12. Oktober | Emilio Picasso                                  | italienischer Physiker                                                                                 | 87    |       |
| 12. Oktober | Jocelyn Stevens                                 | britischer Herausgeber                                                                                 | 82    |       |
| 12. Oktober | Elisabeth Tauber                                | deutsche Galeristin                                                                                    | 60    |       |
| 12. Oktober | Roberto Telch                                   | argentinischer Fußballspieler                                                                          | 70    |       |
| 11. Oktober | Anita Cerquetti                                 | italienische Sopranistin                                                                               | 83    |       |
| 11. Oktober | Guillermo García Costa                          | uruguayischer Politiker                                                                                | 84    |       |
| 11. Oktober | Detlev Krieger                                  | deutscher Boulespieler                                                                                 | 65    |       |
| 11. Oktober | Klaus Landfried                                 | deutscher Politikwissenschaftler                                                                       | 73    |       |
| 11. Oktober | Brian Lemon                                     | britischer Jazzpianist und Arrangeur                                                                   | 77    |       |
| 11. Oktober | Norbert Neururer                                | österreichischer Politiker und Bundesbeamter                                                           | 88    |       |
| 11. Oktober | Mats Rondin                                     | schwedischer Cellist und Dirigent                                                                      | 54    |       |
| 11. Oktober | Carmelo Simeone                                 | argentinischer Fußballspieler                                                                          | 81    |       |
| 11. Oktober | Alain Siritzky                                  | US-amerikanischer Filmproduzent                                                                        | 72    |       |
| 11. Oktober | Bob Such                                        | australischer Politiker (Liberal Party / Parteiloser), Sprecher des South Australian House of Assembly | 70    |       |
| 11. Oktober | Ekkehard Winterfeldt                            | deutscher Chemiker                                                                                     | 82    |       |
| 10. Oktober | Hellmuth Bodenteich                             | österreichischer Maler und Grafiker                                                                    | 93    |       |
| 10. Oktober | Curtis O. B. Curtis-Smith                       | US-amerikanischer Komponist                                                                            | 73    |       |
| 10. Oktober | Robert W. Fri                                   | US-amerikanischer Energiewissenschaftler und Museumsdirektor                                           | 78    |       |
| 10. Oktober | Alfred Haufek                                   | österreichischer Politiker                                                                             | 81    |       |
| 10. Oktober | Waleri Karpow                                   | russischer Eishockeyspieler                                                                            | 43    |       |
| 10. Oktober | Gustav Korlén                                   | schwedischer Germanist und Sprachforscher                                                              | 99    |       |
| 10. Oktober | Pavel Landovský                                 | tschechischer Schauspieler, Dramatiker und Regisseur                                                   | 78    |       |
| 10. Oktober | Otto Laszig                                     | deutscher Fußballspieler und -trainer                                                                  | 79    |       |
| 10. Oktober | Finn Lied                                       | norwegischer Manager und Politiker                                                                     | 98    |       |
| 10. Oktober | Hans-Ernst Mittig                               | deutscher Kunsthistoriker                                                                              | 81    |       |
| 10. Oktober | Chico Morrilla                                  | kubanischer Baseballspieler                                                                            | 92    |       |
| 10. Oktober | Ichirō Satake                                   | japanischer Mathematiker                                                                               | 86    |       |
| 10. Oktober | Greg Sergo                                      | US-amerikanischer Jazz-Schlagzeuger                                                                    | 72    |       |
| 10. Oktober | Gitta Walther                                   | deutsche Sängerin                                                                                      | 74    |       |
| 9. Oktober  | Louis Bergeron                                  | französischer Historiker                                                                               | ≈85   |       |
| 9. Oktober  | John Patrick Boles                              | US-amerikanischer Bischof                                                                              | 84    |       |
| 9. Oktober  | Boris Buzančić                                  | jugoslawischer bzw. kroatischer Schauspieler und Politiker                                             | 85    |       |
| 9. Oktober  | Sydney Chapman                                  | britischer Politiker und Architekt                                                                     | 78    |       |
| 9. Oktober  | André Condouant                                 | französischer Jazzmusiker                                                                              | 79    |       |
| 9. Oktober  | Helga Czeike                                    | österreichische Historikerin                                                                           | 86    |       |
| 9. Oktober  | Jan Hooks                                       | US-amerikanische Schauspielerin                                                                        | 57    |       |
| 9. Oktober  | Carolyn Kizer                                   | US-amerikanische Dichterin                                                                             | 88    |       |
| 9. Oktober  | Ray Metzker                                     | US-amerikanischer Fotograf                                                                             | 83    |       |
| 9. Oktober  | Sista Monica Parker                             | US-amerikanischer Blues-, Gospel- und Soulsängerin und Unternehmerin                                   | 58    |       |
| 9. Oktober  | Peter A. Peyser                                 | US-amerikanischer Politiker                                                                            | 93    |       |
| 9. Oktober  | Tony Priday                                     | britischer Bridgespieler und Journalist                                                                | 92    |       |
| 9. Oktober  | Udo Reiter                                      | deutscher Journalist und Autor                                                                         | 70    |       |
| 9. Oktober  | Joris Schiks                                    | niederländischer Musiker, Schauspieler und Kabarettist                                                 | 73    |       |
| 9. Oktober  | Rita Shane                                      | US-amerikanische Sopranistin                                                                           | 78    |       |
| 9. Oktober  | Trigz                                           | US-amerikanischer Tattoo- und Graffitikünstler                                                         | 40    |       |
| 8. Oktober  | Alexandra Antonowa                              | russische Schriftstellerin und Sprachaktivistin                                                        | 82    |       |
| 8. Oktober  | Jeen van den Berg                               | niederländischer Eisschnellläufer                                                                      | 86    |       |
| 8. Oktober  | Paul Brandenberg                                | Schweizer Politiker                                                                                    | 86    |       |
| 8. Oktober  | Gerardo Budowski                                | venezolanischer Forstwissenschaftler und Schachspieler                                                 | 89    |       |
| 8. Oktober  | Ludwig Caluori-Bürkli                           | Schweizer Politiker                                                                                    | 46    |       |
| 8. Oktober  | Jean-François Calvé                             | französischer Schauspieler                                                                             | 89    |       |
| 8. Oktober  | Eric Duncan                                     | liberianischer Indexpatient                                                                            | 42    |       |
| 8. Oktober  | Ralph Herman                                    | britischer Varietékünstler                                                                             | 104   |       |
| 8. Oktober  | Willem Isaacs                                   | namibischer Politiker                                                                                  | 45    |       |
| 8. Oktober  | Pranciškus Juškevičius                          | litauischer Ingenieur, Hochschullehrer und Politiker                                                   | 72    |       |
| 8. Oktober  | Morris Lurie                                    | australischer Schriftsteller                                                                           | 75    |       |
| 8. Oktober  | Harden M. McConnell                             | US-amerikanischer Chemiker                                                                             | 87    |       |
| 8. Oktober  | Andries Minderhout                              | niederländischer Künstler                                                                              | 93    |       |
| 8. Oktober  | Angelo Mottola                                  | italienischer Erzbischof                                                                               | 79    |       |
| 8. Oktober  | Joseph Nicholson                                | US-amerikanischer Journalist                                                                           | 71    |       |
| 8. Oktober  | Hanns J. Prem                                   | österreichischer Altamerikanist                                                                        | 73    |       |
| 8. Oktober  | Charles Rickershauser Jr.                       | US-amerikanischer Jurist und Börsenvorstand                                                            | 86    |       |
| 8. Oktober  | Helmut Ruge                                     | deutscher Kabarettist                                                                                  | 74    |       |
| 7. Oktober  | Walter Bockmayer                                | deutscher Schriftsteller und Regisseur                                                                 | 66    |       |
| 7. Oktober  | Federico Boido                                  | italienischer Schauspieler                                                                             | 76    |       |
| 7. Oktober  | Ugo Carrega                                     | italienischer Grafiker und Dichter                                                                     | 79    |       |
| 7. Oktober  | Stanley Chase                                   | US-amerikanischer Theater- und Filmproduzent                                                           | 87    |       |
| 7. Oktober  | Hans Eberspächer                                | deutscher Sportpsychologe                                                                              | 71    |       |
| 7. Oktober  | Hartmut Erlemann                                | deutscher Antiquar                                                                                     | 66    |       |
| 7. Oktober  | Otto Gellert                                    | deutscher Wirtschaftsprüfer, Steuer- und Unternehmensberater                                           | 85    |       |
| 7. Oktober  | Walter Haettenschweiler                         | Schweizer Typograf                                                                                     | 81    |       |
| 7. Oktober  | Hermann Heimpel                                 | deutscher Mediziner                                                                                    | 84    |       |
| 7. Oktober  | Peter Keller                                    | deutscher Sporthistoriker und Autor                                                                    | 60    |       |
| 7. Oktober  | Nika Kiladze                                    | georgischer Fußballspieler                                                                             | 25    |       |
| 7. Oktober  | Siegfried Lenz                                  | deutscher Schriftsteller                                                                               | 88    |       |
| 7. Oktober  | Erwin Lotter                                    | deutscher Politiker                                                                                    | 63    |       |
| 7. Oktober  | Angus Macleod                                   | britischer Journalist                                                                                  | 63    |       |
| 7. Oktober  | Pierre C. Meier                                 | Schweizer Journalist                                                                                   | 66    |       |
| 7. Oktober  | Amos Mkhari                                     | südafrikanischer Fußballspieler                                                                        |       |       |
| 7. Oktober  | Michel Nykiel                                   | polnischer Fußballspieler                                                                              | 56    |       |
| 7. Oktober  | Nando Orfei                                     | italienischer Zirkuskünstler und Schauspieler                                                          | 80    |       |
| 7. Oktober  | David Samuel, 3. Viscount Samuel                | britisch-israelischer Chemiker und Politiker                                                           | 92    |       |
| 7. Oktober  | Zilpha Keatley Snyder                           | US-amerikanische Kinder- und Jugendbuchautorin                                                         | 87    |       |
| 7. Oktober  | Lou Whitney                                     | US-amerikanischer Rockmusiker und Studiobesitzer                                                       | 72    |       |
| 7. Oktober  | Ivor Wilks                                      | britischer Historiker                                                                                  | 86    |       |
| 7. Oktober  | Iva Withers                                     | US-amerikanische Sängerin und Schauspielerin                                                           | 97    |       |
| 7. Oktober  | Peter Bendixen                                  | deutscher Wirtschafts- und Kulturwissenschaftler                                                       | 81    |       |
| 6. Oktober  | John Best                                       | US-amerikanischer und englischer Fußballspieler                                                        | 74    |       |
| 6. Oktober  | Karl-Siegfried Boos                             | deutscher Biochemiker                                                                                  | 65    |       |
| 6. Oktober  | Vic Braden                                      | US-amerikanischer Tennisspieler, -trainer und Sportkommentator                                         | 85    |       |
| 6. Oktober  | Feridun Buğeker                                 | türkischer Fußballspieler und Architekt                                                                | 81    |       |
| 6. Oktober  | Reiner Feldmann                                 | deutscher Biologe                                                                                      | 81    |       |
| 6. Oktober  | Rudolf Imhof                                    | Schweizer Politiker                                                                                    | 74    |       |
| 6. Oktober  | Denis Juneau                                    | kanadischer Maler                                                                                      | 89    |       |
| 6. Oktober  | Andrew Kerr                                     | britischer Festivalgründer                                                                             | 80    |       |
| 6. Oktober  | Richard Laws                                    | britischer Zoologe und Polarforscher                                                                   | 88    |       |
| 6. Oktober  | Rudolf Machacek                                 | österreichischer Jurist und Verfassungsrichter                                                         | 86    |       |
| 6. Oktober  | María Martín                                    | spanische Schauspielerin                                                                               | 91    |       |
| 6. Oktober  | Igor Mitoraj                                    | polnischer Bildhauer                                                                                   | 70    |       |
| 6. Oktober  | Ingelore Pilwousek                              | deutsche Politikerin                                                                                   | 81    |       |
| 6. Oktober  | Michail Potyltschak                             | russischer Fußballspieler                                                                              | 42    |       |
| 6. Oktober  | Hans Primas                                     | Schweizer Chemiker                                                                                     | 86    |       |
| 6. Oktober  | Peter Rummel                                    | deutscher Theologe                                                                                     | 86    |       |
| 6. Oktober  | Jérémy Salamin                                  | Schweizer Eishockeyspieler                                                                             | 21    |       |
| 6. Oktober  | Marian Seldes                                   | US-amerikanische Schauspielerin                                                                        | 86    |       |
| 6. Oktober  | Serhiy Zakarlyuka                               | ukrainischer Fußballspieler und -trainer                                                               | 38    |       |
| 5. Oktober  | Gustav Adolph Artz                              | deutscher Schauspieler, Synchron- und Hörspielsprecher                                                 | 69    |       |
| 5. Oktober  | Andrea de Cesaris                               | italienischer Automobilrennfahrer                                                                      | 55    |       |
| 5. Oktober  | David Chavchavadze                              | US-amerikanischer Geheimagent                                                                          | 90    |       |
| 5. Oktober  | Anna Maria Gherardi                             | italienische Schauspielerin                                                                            | 74    |       |
| 5. Oktober  | Andreas Graeser                                 | deutscher Philosoph und Altphilologe                                                                   | 71    |       |
| 5. Oktober  | Göte Hagström                                   | schwedischer Leichtathlet                                                                              | 96    |       |
| 5. Oktober  | Alexandra Hartmann                              | deutsche Theater- und Filmschauspielerin                                                               | 45    |       |
| 5. Oktober  | Vera van Hasselt                                | niederländische Bildhauerin                                                                            | 90    |       |
| 5. Oktober  | Geoffrey Holder                                 | Schauspieler aus Trinidad und Tobago                                                                   | 84    |       |
| 5. Oktober  | Juri Ljubimow                                   | sowjetischer und russischer Schauspieler, Theatergründer und -regisseur                                | 97    |       |
| 5. Oktober  | Gerhard Naschberger                             | deutscher Maler                                                                                        | 59    | [ 9 ] |
| 5. Oktober  | Anna Przybylska                                 | polnische Schauspielerin und Fotomodel                                                                 | 35    |       |
| 5. Oktober  | Waldemar R. Röhrbein                            | deutscher Historiker                                                                                   | 79    |       |
| 5. Oktober  | Misty Upham                                     | US-amerikanische Schauspielerin                                                                        | 32    |       |
| 5. Oktober  | Georges Wassmer                                 | Schweizer Tischtennisspieler                                                                           | 87    |       |
| 4. Oktober  | Werner Bader                                    | deutscher Journalist und Autor                                                                         | 92    |       |
| 4. Oktober  | Konrad Boehmer                                  | deutsch-niederländischer Komponist                                                                     | 73    |       |
| 4. Oktober  | Hugo Carvana                                    | brasilianischer Schauspieler und Regisseur                                                             | 77    |       |
| 4. Oktober  | Jean-Claude Duvalier                            | haitianischer Politiker                                                                                | 63    |       |
| 4. Oktober  | Judith Edelman                                  | US-amerikanische Architektin                                                                           | 91    |       |
| 4. Oktober  | Clemens Gröszer                                 | deutscher Maler, Grafiker und Bildhauer                                                                | 63    |       |
| 4. Oktober  | Ekkehard Hörmann                                | österreichischer Architekt                                                                             | 81    |       |
| 4. Oktober  | Linda Hornbuckle                                | US-amerikanische Blues- und Gospelsängerin                                                             | 59    |       |
| 4. Oktober  | Heinrich Jaenecke                               | deutscher Journalist, Publizist und Historiker                                                         | 86    |       |
| 4. Oktober  | Heino Maulshagen                                | deutscher Fußballspieler                                                                               | 64    |       |
| 4. Oktober  | Dieter Mertens                                  | deutscher Historiker                                                                                   | 74    |       |
| 4. Oktober  | Hans-Joachim Neumann                            | deutscher Zahnmediziner und Hochschullehrer                                                            | 75    |       |
| 4. Oktober  | Micheline Pelzer                                | belgische Jazzmusikerin                                                                                | 64    |       |
| 4. Oktober  | Paul Revere                                     | US-amerikanischer Musiker                                                                              | 76    |       |
| 4. Oktober  | Manfred Sack                                    | deutscher Architekturkritiker                                                                          | 86    |       |
| 4. Oktober  | Leo Schatz                                      | niederländischer Künstler                                                                              | 96    |       |
| 4. Oktober  | Hans Heinrich Schmid                            | Schweizer Theologe, Hochschullehrer und Hochschulrektor                                                | 76    |       |
| 4. Oktober  | Marija Sklad-Sauer                              | österreichische Gesangspädagogin und Sängerin                                                          | 79    |       |
| 4. Oktober  | Rudolf Talos                                    | österreichischer Fußballfunktionär                                                                     | 76    |       |
| 4. Oktober  | Fjodor Tscherenkow                              | sowjetischer bzw. russischer Fußballspieler                                                            | 55    |       |
| 4. Oktober  | Werner Unger                                    | deutscher Heimatforscher                                                                               | 91    |       |
| 3. Oktober  | Michael Allenby, 3. Viscount Allenby            | britischer Politiker                                                                                   | 83    |       |
| 3. Oktober  | Peer Augustinski                                | deutscher Schauspieler, Synchron- und Hörspielsprecher                                                 | 74    |       |
| 3. Oktober  | Nati Cano                                       | mexikanischer Mariachi-Musiker                                                                         | 81    |       |
| 3. Oktober  | Priscilla Coolidge                              | US-amerikanische Musikerin                                                                             | 73    |       |
| 3. Oktober  | Comer Cottrell                                  | US-amerikanischer Unternehmer und Philanthrop                                                          | 82    |       |
| 3. Oktober  | Benedict Groeschel                              | US-amerikanischer Geistlicher                                                                          | 81    |       |
| 3. Oktober  | Werner Hennig                                   | deutscher Jurist                                                                                       | 84    |       |
| 3. Oktober  | Sigrid Heuck                                    | deutsche Schriftstellerin und Illustratorin                                                            | 82    |       |
| 3. Oktober  | Jean-Jacques Marcel                             | französischer Fußballspieler                                                                           | 83    |       |
| 3. Oktober  | Markus Pilz                                     | deutscher Rollstuhlleichtathlet                                                                        | 52    |       |
| 3. Oktober  | Dave Ratajczak                                  | US-amerikanischer Schlagzeuger                                                                         | 58    |       |
| 3. Oktober  | Peter Rea                                       | irischer Designer                                                                                      | 75    |       |
| 3. Oktober  | Karl Reidinger                                  | österreichischer Polizeipräsident                                                                      | 92    |       |
| 3. Oktober  | Ward Ruyslinck                                  | belgischer Schriftsteller                                                                              | 85    |       |
| 3. Oktober  | Lori Sandri                                     | brasilianischer Fußballspieler und -trainer                                                            | 65    |       |
| 3. Oktober  | Friedrich Streich                               | Schweizer Zeichentrickfilmer                                                                           | 80    |       |
| 3. Oktober  | Tôn Thất Thiện                                  | vietnamesischer Politiker                                                                              | 90    |       |
| 3. Oktober  | Zaw Win Lay                                     | myanmarischer Schachgroßmeister                                                                        | 50    |       |
| 2. Oktober  | Alard von Arnim                                 | deutscher Politiker                                                                                    | 71    |       |
| 2. Oktober  | Fjodor Bogdanowski                              | sowjetischer Gewichtheber                                                                              | 84    |       |
| 2. Oktober  | André Buffière                                  | französischer Basketballspieler und -trainer                                                           | 91    |       |
| 2. Oktober  | Heinz-Horst Deichmann                           | deutscher Unternehmer                                                                                  | 88    |       |
| 2. Oktober  | Herbert Eiteljörge                              | deutscher Fußballspieler                                                                               | 79    |       |
| 2. Oktober  | Jane Gentry Vance                               | US-amerikanische Dichterin und Hochschullehrerin                                                       | 73    |       |
| 2. Oktober  | Michael Goldberg                                | US-amerikanischer Drehbuchautor                                                                        | 55    |       |
| 2. Oktober  | Wilhelm Kohl                                    | deutscher Historiker und Archivar                                                                      | 100   |       |
| 2. Oktober  | György Lázár                                    | ungarischer Politiker                                                                                  | 90    |       |
| 2. Oktober  | M. Rainer Lepsius                               | deutscher Soziologe                                                                                    | 86    |       |
| 2. Oktober  | Carlos Lopez                                    | US-amerikanischer Stuntman                                                                             | 25    |       |
| 2. Oktober  | Behçet Nacar                                    | türkischer Schauspieler                                                                                | 80    |       |
| 2. Oktober  | Pedro Peña                                      | spanischer Schauspieler                                                                                | 88    |       |
| 2. Oktober  | Antonio Robledo                                 | deutsch-schweizerischer Flamenco-Komponist und Musiker                                                 | 92    |       |
| 2. Oktober  | Carolyn Rovee-Collier                           | US-amerikanische Psychologin                                                                           | 72    |       |
| 2. Oktober  | Yoshikazu Sakamoto                              | japanischer Politikwissenschaftler                                                                     | 87    |       |
| 2. Oktober  | The Spaceape                                    | britischer Rapper und Poet                                                                             | 44    |       |
| 2. Oktober  | Horst Steudte                                   | deutscher Faustballspieler und -trainer (DDR)                                                          | 93    |       |
| 2. Oktober  | Jacques Thollot                                 | französischer Jazz-Schlagzeuger                                                                        | 67    |       |
| 2. Oktober  | Irmtraut Wäger                                  | deutsche Entwicklungshelferin                                                                          | 95    |       |
| 1. Oktober  | Otto Dann                                       | deutscher Historiker                                                                                   | 77    |       |
| 1. Oktober  | Witali Dmitrenko                                | ukrainischer Fußballspieler und -trainer                                                               | 63    |       |
| 1. Oktober  | Doris Drucker                                   | US-amerikanische Buchautorin und Unternehmerin                                                         | 103   |       |
| 1. Oktober  | Manuel Hernández Gómez                          | kolumbianischer Maler                                                                                  | 86    |       |
| 1. Oktober  | Maurice Hodgson                                 | britischer Manager                                                                                     | 94    |       |
| 1. Oktober  | Schlomo Lahat                                   | israelischer Militär und Politiker                                                                     | 86    |       |
| 1. Oktober  | Ronald McKinnon                                 | kanadischer Wirtschaftswissenschaftler                                                                 | 79    |       |
| 1. Oktober  | Claude Meintz                                   | luxemburgischer Archivar und Konservator                                                               | 70    |       |
| 1. Oktober  | Heinz-Detlef Moosdorf                           | deutscher Künstler                                                                                     | 75    |       |
| 1. Oktober  | Lynsey de Paul                                  | britische Sängerin und Songschreiberin                                                                 | 64    |       |
| 1. Oktober  | Hans Sauter                                     | österreichischer Turner                                                                                | 89    |       |
| 1. Oktober  | Jürgen Weimer                                   | deutscher Komponist und Hochschulrektor                                                                | 73    |       |
| 1. Oktober  | Klaus von Welser                                | deutscher Germanist und Aphoristiker                                                                   | 72    |       |
| 1. Oktober  | Ilse Wessel                                     | niederländische Nachrichtensprecherin und Journalistin                                                 | 85    |       |